# Zaferānieh

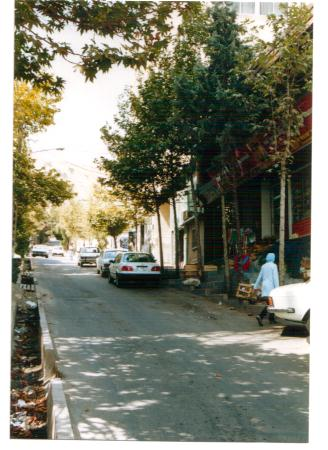
Straße in Zaferānieh

Zaferānieh (persisch زعفرانیه) ist ein Stadtteil im Norden von Teheran. 

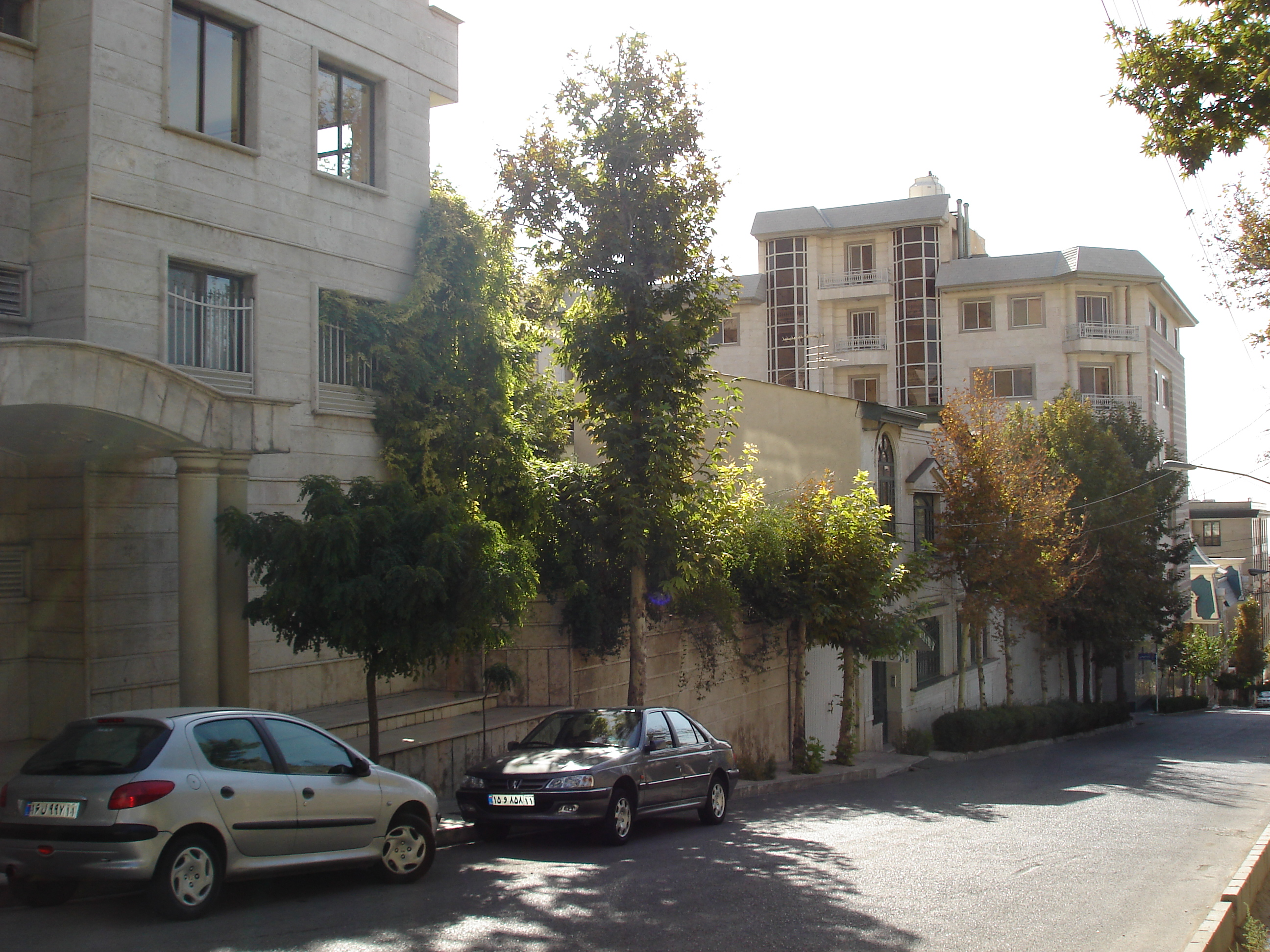
Straße in Zaferānieh

Er liegt westlich vom Tadschrischplatz und grenzt an den Stadtteil Velenjak. Die Shahid Sarlashkar Fallahi-Straße, Hauptstraße des Bezirks, geht westlich von der Valiasr-Straße ab. Der Name Zaferānieh lässt sich auf die Safranhändler zurückführen, die einst in diesem Viertel lebten. 
Die Fakultät für Fremdsprachen der Islamischen Azad-Universität von Teheran, an der unter anderem Englisch, Deutsch, Französisch und Spanisch unterrichtet werden, befindet sich ebenfalls in Zaferānieh. Im Museum des Sa'adabad-Palastes befindet sich ein Kulturinstitut.
In Zaferānieh befindet sich die Residenz der Ägyptischen Botschaft und eine Synagoge.